# Hung
Hung är en amerikansk TV-serie inom dramakomedi från HBO som hade premiär den 28 juni 2009. Serien skapades och producerades av Dmitry Lipkin. Den svenska premiären ägde rum i SVT den 1 september 2010 med repris under 2013.
Serien lades ner i december 2011, efter tre säsonger à 10 episoder.

## I rollerna (urval)
- Thomas Jane som Ray Drecker
- Jane Adams
- Anne Heche
- Eddie Jemison
- Sianoa Smit-McPhee
- Charlie Saxton

## Handling
Man med dålig ekonomi och allmänt oordnat liv försöker Ray Drecker komma på fötter genom att använda sin väl utrustade kroppsdel till att tjäna pengar på. Ray bestämmer sig för att använda sin 9-tums (23 cm) penis över medelvärdet som en möjlighet att tjäna pengar. Episoderna handlar om Rays försök att upprätthålla ett normalt liv samtidigt som han startade sin verksamhet som prostituerad.